# 若浪順
若浪 順（わかなみ じゅん、1941年3月1日 - 2007年4月16日）は、茨城県猿島郡七郷村（のち同郡岩井町→岩井市、現・坂東市）出身で立浪部屋に所属した大相撲力士。本名は冨山 順（とみやま じゅん）。最高位は東小結（1968年5月場所）。現役時代の体格は178cm、103kg。得意手は左四つ、寄り、吊り、うっちゃり。
引退後は、年寄・大鳴戸から同・玉垣を襲名した。

## 来歴
実家は農家で土地相撲の大関を務めた父に似たのか、幼少の頃から怪力で、小学生の時に米俵を持ち上げ兄弟達を驚かせていた。自身の証言によると、米俵を担いだのは中学1年生の頃であり、2年生の時には80㎏の墓石を持ち上げた。兄弟はみな力が強く、冨山も野球、柔道、走り高跳び、砲丸投げで体を鍛えた。中学時代、当時人気絶頂にあった若ノ花に憧れて力士になることを志し、まず中学1年の時に立浪部屋へ入門を志願しに行ったが、立浪から「こんな体じゃだめだ。もう1年くらい遊んでから来い」と言われた。さらに、呼出か床山の志願者と間違われ、身長179cmで体重が86㎏あった連れ添いの7つ年上の兄の方が力士志望であるのではと間違われた。しかし立浪部屋付きの大島が「無駄メシ食うくらいいいじゃないですか」と入門を後押しし、中学校卒業後に立浪部屋へ入門した。入門が実現した背景には冨山の中学時代には故郷の七郷村の近所に住んでいた七ッ海が紹介してくれたこともあった。
だが1957年（昭和32年）1月の新弟子検査では体重不足で不合格、次の3月に目零しで合格させてもらって初土俵。立浪からは「押せ」と言われず「お前は吊りがあるんだから、吊りに専念せい」と言われ、自由に引っ張り込む四つ相撲を取って素養を伸ばした。新十両昇進は1961年（昭和36年）3月場所、1963年（昭和38年）5月場所に新入幕を果たした。体重は幕内優勝を果たした後の一時期によやく100kgに達し、普段は92㎏から93㎏程度（ただし公称は103kg）という小兵で「ちびっ子」と呼ばれていたが持ち前の怪力を活かした吊りが得意で、右上手を取れば怪力無双であり、体重200kgと自分の倍以上もある髙見山さえも吊り上げようとした程である。所謂『目まで吊る』と形容される、相手を高々と吊り上げて土俵外まで運ぶ豪快なものだった。同じく吊りを得意とする明武谷や陸奥嵐との対戦は、常に好取組として人気があった。対戦成績は対明武谷が6勝9敗、対陸奥嵐は6勝8敗。本人は「吊り上げれば相手は反撃できないから有利だけど、相手も吊りが得意だと吊り上げようとして逆に吊り出されたりもした」と言っていた。胸毛や濃いもみ上げも若浪の特徴であった。
十両2場所目に右足首を複雑骨折、針金や金の蝶つがいを入れてどうにか治したが、神経が切れたので直ってもしばらく右足の感覚が失われたままで、右の雪駄が脱げても分からず爪を剥がされても痛くない程だったという。その後も寒い日には足が動かないなど苦難を経験した。
東前頭8枚目にあった1968年（昭和43年）3月場所、12勝2敗で千秋楽を迎える。ここまで2敗の力士は大関・豊山と小結・麒麟児（のち大麒麟）、そして若浪と合わせて3人であった。千秋楽、まず若浪が勝って13勝2敗。ところが後2人の2敗力士が揃って負けたため、優勝が決まった。この結果、天皇賜杯制度ができてから最軽量の幕内最高優勝力士となった（97㎏）。周囲も豊山か麒麟児の優勝と予想、まさか平幕の若浪が優勝するなどとは思っていなかったため、驚いたという。場所の結果を報道する『相撲』誌も、優勝力士のカラー写真を事前に用意しておくことができずに、賜杯を抱いた若浪の白黒写真が表紙を飾った（1968年当時、日曜に撮影したカラー写真を金曜発売の月刊誌の表紙に使用することはできなかった）。この場所はうっちゃりで5勝、櫓投げで1勝を挙げた。3横綱の内2人が休場し、平幕が優勝を果たした例は、戦後15日制下ではこれが2例目。この場所の千秋楽の夜、賞金や祝儀など当時の額で600万円（2017年時点の3000万円に相当）もの大金を黒姫山を始めとする付け人が寝ずの番で盗まれないように見張っておいたという。尚、同場所では横綱・大関との対戦を経ずに優勝を決めたが、このようなケースでの平幕優勝は2022年現在で、若浪が最後である。また立浪部屋からの優勝力士は若浪以後、2023年（令和5年）7月場所で豊昇龍が優勝するまで55年間現れなかった。
1968年（昭和43年）5場所では約4年ぶりに小結へ返り咲いたが、2勝13敗と大敗した。これは前場所優勝した力士が翌場所に皆勤した成績では、史上1位のワースト記録である（後に貴闘力、旭天鵬も記録。）。本人は優勝を果たした1968年はもう既に全盛期ではなく、1966年から1967年頃が一番強かったと自認するところを語っていた。その後、1969年7月場所は十両に陥落し、格好悪いので引退しようかと思い、妻も早く相撲を辞めてほしいと言っていたが、死去する数ヶ月前の立浪から「やめちゃダメだよ」と言われ、現役を続投。同年9月場所では12勝3敗の好成績で十両の地位でも優勝、幕内優勝経験者が下位で優勝する初の例となった（のち、多賀竜、照ノ富士、朝乃山も記録）。さらに幕内に復帰してから、1971年3月場所では小結に返り咲き、粘りを見せた。
1972年（昭和47年）3月場所を最後に31歳で引退し、年寄・大鳴戸を襲名した。その後、玉垣に名跡変更し、2006年2月の停年退職まで、立浪部屋の部屋付き親方として後進の指導に当たった。協会内では審判委員から監事を務め、その傍ら新宿区で相撲料理店を開いた（2005年閉店）。
なお立浪部屋の元幕下・若い浪（2006年1月場所から2007年5月場所までの四股名は、若浪。本名・冨山剛史（- たけし））は、彼の甥である。
2004年に脳出血に倒れ、以来病床にあった。停年退職した翌年の2007年4月16日、肺炎のため死去。66歳没。

## 取り口
新弟子時代の取り口はうっちゃり中心であり、自ら下がるような相撲が多かった。どちらかというと左四つであるが本人はなまくら四つを自認しており、幕下時代の中盤までは完全になまくら四つであった。その後、立浪から前廻しを取るように指導されて、若浪の左四つが形成されていった。右でも左でも廻しを取ったら投げやうっちゃりや吊りで仕留めた。幕内白星の23%が吊り出しによるものであり、うっちゃりが16%（幕内史上1位の56勝）、上手投げが11%と、その怪力ぶりはデータにも表れている。神風は1971年の対談で若瀬川や肥州山などの吊りの名手を思い出すようだとしながらも、彼らと異なりがっぷり四つになって吊ることが多く、もろ差しになってからの吊りは若浪の場合ほとんど見ないと分析していた。若浪も二本が入るとかえって体の自由度が下がると語っていた。義ノ花なら軽々と吊り上げるほど吊りの威力が高かったが、陸奥嵐など同じく吊りを得意とする力士は苦手とした。全盛期では握力が90㎏もあったが、現役末期になるとそれが60㎏程度にまで落ち、金剛や清國などの怪力の力士に敵わなくなることが多くなった。

## 人物
黒姫山曰く「個性の塊」であり、負けん気が強く、自身を草履で叩いたり稽古場で負かしたりした兄弟子の中に、逆に自身に執拗に稽古を付けられた者もいたという。
押しを行うは大の苦手であり、幕内優勝を果たした後に行われた神風との対談では、ぶつかり稽古は嫌いで押せないと話していた。
酒豪で知られ、演歌で村田英雄の『王将』を歌わせればプロ級で有名だった。
自身が吊りを得意としていたためか、晩年は吊りを得意とする力士をほとんど見かけなくなったことを気にしていた。

## 主な戦績
- 通算成績：568勝557敗20休 勝率.505
- 幕内成績：351勝429敗 勝率.450
- 現役在位：90場所
- 幕内在位：52場所
- 三役在位：3場所（小結3場所）[1]
- 各段優勝
  - 幕内最高優勝：1回（1968年3月場所）
  - 十両優勝：1回（1969年9月場所）
  - 幕下優勝：2回（1961年1月場所、1962年3月場所）
- 三賞：4回
  - 敢闘賞：2回 (1963年7月場所、1964年5月場所)[1]
  - 技能賞：2回 (1967年7月場所、1968年3月場所)[1]
- 雷電賞：1回（1964年5月場所）
- 金星：3個（栃ノ海1個、柏戸1個、北の富士1個）

### 場所別成績
| | 一月場所 初場所（東京） | 三月場所 春場所（大阪）  | 五月場所 夏場所（東京） | 七月場所 名古屋場所（愛知） | 九月場所 秋場所（東京） | 十一月場所 九州場所（福岡） |
| --- | ----------------------- | ------------------------ | ----------------------- | --------------------------- | ----------------------- | --------------------------- |
| 1957年 （昭和32年） | x                       | （前相撲）               | 東序ノ口15枚目 6–2      | x                           | 西序二段79枚目 4–4      | 東序二段71枚目 6–2          |
| 1958年 （昭和33年） | 西序二段34枚目 5–3      | 東序二段16枚目 3–5       | 東序二段22枚目 7–1      | 西三段目83枚目 5–3          | 東三段目68枚目 5–3      | 東三段目52枚目 6–2          |
| 1959年 （昭和34年） | 西三段目32枚目 5–3      | 東三段目19枚目 6–2       | 西幕下83枚目 5–3        | 東幕下67枚目 5–3            | 東幕下63枚目 6–2        | 西幕下44枚目 6–2            |
| 1960年 （昭和35年） | 東幕下35枚目 5–3        | 西幕下26枚目 6–2         | 西幕下15枚目 5–3        | 東幕下7枚目 4–3             | 西幕下5枚目 4–3         | 東幕下4枚目 3–4             |
| 1961年 （昭和36年） | 西幕下5枚目 優勝 7–0    | 西十両16枚目 9–6         | 東十両11枚目 8–6–1      | 東十両10枚目 休場 0–0–15    | 東幕下4枚目 0–3–4       | 東幕下27枚目 5–2            |
| 1962年 （昭和37年） | 西幕下16枚目 4–3        | 西幕下14枚目 優勝 7–0    | 西十両16枚目 9–6        | 西十両6枚目 8–7             | 東十両5枚目 9–6         | 西十両2枚目 5–10            |
| 1963年 （昭和38年） | 東十両7枚目 8–7         | 東十両5枚目 12–3         | 西前頭13枚目 9–6        | 東前頭9枚目 10–5 敢         | 西前頭筆頭 5–10         | 東前頭6枚目 7–8             |
| 1964年 （昭和39年） | 東前頭7枚目 7–8         | 西前頭7枚目 7–8          | 西前頭8枚目 11–4 敢     | 西小結 5–10                 | 東前頭3枚目 3–12 ★      | 東前頭11枚目 8–7            |
| 1965年 （昭和40年） | 東前頭7枚目 6–9         | 西前頭9枚目 5–10         | 西前頭13枚目 8–7        | 東前頭10枚目 7–8            | 西前頭11枚目 8–7        | 東前頭8枚目 6–9             |
| 1966年 （昭和41年） | 東前頭13枚目 10–5       | 東前頭7枚目 5–10         | 西前頭13枚目 7–8        | 東前頭14枚目 8–7            | 東前頭10枚目 8–7        | 西前頭5枚目 4–11            |
| 1967年 （昭和42年） | 東前頭12枚目 10–5       | 東前頭5枚目 9–6          | 東前頭2枚目 2–13 ★      | 東前頭6枚目 11–4 技         | 東前頭筆頭 6–9          | 西前頭3枚目 4–11            |
| 1968年 （昭和43年） | 西前頭9枚目 8–7         | 東前頭8枚目 13–2 技      | 東小結 2–13             | 西前頭4枚目 7–8             | 西前頭5枚目 9–6         | 西前頭3枚目 4–11            |
| 1969年 （昭和44年） | 西前頭8枚目 5–10        | 西前頭11枚目 6–9         | 東前頭13枚目 6–9        | 東十両4枚目 7–8             | 西十両5枚目 優勝 12–3   | 西前頭11枚目 8–7            |
| 1970年 （昭和45年） | 西前頭7枚目 7–8         | 東前頭8枚目 7–8          | 東前頭11枚目 9–6        | 西前頭4枚目 4–11 ★          | 東前頭8枚目 8–7         | 東前頭3枚目 5–10            |
| 1971年 （昭和46年） | 東前頭5枚目 10–5        | 西小結 3–12              | 西前頭5枚目 9–6         | 西前頭筆頭 3–12             | 西前頭9枚目 7–8         | 東前頭11枚目 8–7            |
| 1972年 （昭和47年） | 東前頭6枚目 5–10        | 西前頭10枚目 引退 2–13–0 | x                       | x                           | x                       | x                           |
| 各欄の数字は、「勝ち-負け-休場」を示す。 優勝 引退 休場 十両 幕下 三賞：敢=敢闘賞、殊=殊勲賞、技=技能賞 その他：★=金星 番付階級：幕内 - 十両 - 幕下 - 三段目 - 序二段 - 序ノ口 幕内序列：横綱 - 大関 - 関脇 - 小結 - 前頭（「#数字」は各位内の序列） |                         |                          |                         |                             |                         |                             |

### 幕内対戦成績
| 力士名   | 勝数 | 負数 | 力士名   | 勝数 | 負数 | 力士名 | 勝数 | 負数 | 力士名   | 勝数 | 負数 |
| -------- | ---- | ---- | -------- | ---- | ---- | ------ | ---- | ---- | -------- | ---- | ---- |
| 青ノ里   | 14   | 3    | 朝嵐     | 0    | 1    | 朝岡   | 2    | 1    | 浅瀬川   | 7    | 8    |
| 朝登     | 2    | 3    | 天津風   | 2    | 0    | 嵐山   | 1    | 0    | 荒波     | 3    | 5    |
| 岩風     | 7    | 3    | 宇多川   | 3    | 4    | 扇山   | 1    | 1    | 大潮     | 1    | 1    |
| 大晃     | 1    | 1    | 小城ノ花 | 8    | 12   | 魁傑   | 1    | 1    | 魁罡     | 0    | 4    |
| 海乃山   | 9    | 6    | 開隆山   | 7    | 5    | 柏戸   | 1    | 6    | 和晃     | 3    | 1    |
| 金乃花   | 8    | 3    | 北の湖   | 1    | 0    | 北の花 | 0    | 1    | 北の富士 | 3    | 9    |
| 清國     | 3    | 9    | 清勢川   | 1    | 0    | 黒獅子 | 2    | 0    | 高鉄山   | 8    | 14   |
| 琴櫻     | 2    | 10   | 金剛     | 2    | 2    | 逆鉾   | 1    | 1    | 佐田の山 | 0    | 7    |
| 白田山   | 2    | 3    | 錦洋     | 3    | 4    | 大麒麟 | 0    | 11   | 大豪     | 2    | 5    |
| 大受     | 1    | 5    | 大心     | 2    | 2    | 大雪   | 8    | 3    | 大鵬     | 1(1) | 8    |
| 大文字   | 1    | 2    | 大雄     | 14   | 10   | 大竜川 | 2    | 5    | 貴ノ花   | 2    | 3    |
| 高見山   | 3    | 5    | 玉嵐     | 1    | 2    | 玉の海 | 2    | 12   | 常錦     | 1    | 5    |
| 鶴ヶ嶺   | 5    | 8    | 照櫻     | 1    | 1    | 天水山 | 3    | 1    | 時葉山   | 4    | 11   |
| 栃東     | 2    | 8    | 栃勇     | 2    | 4    | 栃王山 | 7    | 11   | 栃ノ海   | 1    | 2    |
| 栃光     | 2    | 1    | 栃富士   | 2    | 4    | 豊國   | 5    | 3    | 長谷川   | 4    | 6    |
| 花光     | 9    | 8    | 廣川     | 9    | 9    | 福の花 | 7    | 15   | 房錦     | 8    | 1    |
| 富士錦   | 6    | 6    | 藤ノ川   | 5    | 10   | 二子岳 | 11   | 7    | 双津竜   | 0    | 1    |
| 前田川   | 5    | 3    | 前の山   | 5    | 6    | 増位山 | 2    | 2    | 松前山   | 0    | 1    |
| 三重ノ海 | 5    | 2    | 禊鳳     | 6    | 5    | 明武谷 | 5    | 10   | 陸奥嵐   | 6    | 9    |
| 豊山     | 1    | 2    | 長浜     | 1    | 0    | 吉王山 | 1    | 1    | 義ノ花   | 14   | 4    |
| 琉王     | 2    | 2    | 龍虎     | 2    | 6    | 若杉山 | 5    | 2    | 若秩父   | 9    | 3    |
| 若天龍   | 8    | 7    | 若鳴門   | 5    | 5    | 若ノ國 | 4    | 0    | 若乃洲   | 4    | 4    |
| 若二瀬   | 8    | 9    | 若前田   | 1    | 2    | 若吉葉 | 3(1) | 0    | 輪島     | 2    | 2    |

## 年寄変遷
- 大鳴戸 順（おおなると じゅん）1972年3月-1972年10月
- 玉垣 順（たまがき -）1972年10月-2006年2月（停年退職）